# Nebojša Jokić
Nebojša Jokić (serbisch-kyrillisch Небојша Јокић; * 29. Juli 1968 in Crvenka, SFR Jugoslawien) ist ein ehemaliger serbischer Handballspieler und Handballtrainer.

## Karriere

### Verein
Nebojša Jokić lernte das Handballspielen in seiner Heimatstadt beim RK Crvenka, mit dem der Rechtsaußen 1995 den serbischen Pokal gewann. Später lief er für den RK Jugović auf, mit dem er den EHF Challenge Cup 2000/01 gewann.

### Nationalmannschaft
Mit der Nationalmannschaft der Bundesrepublik Jugoslawien belegte Nebojša Jokić bei der Weltmeisterschaft 1997 den neunten Platz.

### Trainer
Als Trainer gehörte Jokić zum Stab der serbischen Juniorennationalmannschaft, so bei der U-21-Weltmeisterschaft 2011. Zudem betreute er den serbischen Verein RK Proleter Zrenjanin in der Saison 2012/13 sowie ab 2018.